# Tom und die Löwennummer
Tom und die Löwennummer ist ein US-amerikanischer Zeichentrick-Kurzfilm von William Hanna und Joseph Barbera aus dem Jahr 1950.

## Handlung
Tom sitzt im Wohnzimmer und hört Radio. Als er Geräusche aus der Küche hört, geht er nachsehen. Er bemerkt, dass Jerry mit einem selbst gebauten Fließband die Lebensmitteln aus dem Kühlschrank stiehlt und versucht, die Maus aufzuhalten. Dieser Versuch ist jedoch für Tom erfolglos, er kehrt daher frustriert zum Radio zurück. Die Radiosendung wird unterbrochen, um eine dringende Warnung mitzuteilen: „Ein aggressiver Löwe ist gerade aus dem Zirkus entlaufen. Wir wiederholen – ein aggressiver Löwe ist gerade aus dem Zirkus entlaufen! Wir empfehlen Ihnen, sofort alle Türen und Fenster zu schließen“.
Tom schließt sofort alle Fenster und Türen, nimmt ein Gewehr und bereitet sich vor, den Löwen zu erschießen. Doch der Löwe schafft es trotzdem, in den Keller des Hauses zu kommen, so unauffällig, dass Tom davon nichts mitbekommt. Der Löwe bittet Jerry, ihn vor den Menschen zu verstecken und zurück nach Afrika zu schicken, zunächst aber etwas zu füttern. Jerry geht auf die Bitte des Löwen ein. Zunächst schleicht er sich, von Tom zunächst unbemerkt, zum Kühlschrank und entwendet. Bei der Rückkehr zum Löwen wird er jedoch von Tom erwischt.
Dieser bedroht Jerry mit dem Gewehr, nimmt ihm das Steak weg und stoppt ihn, indem er sich mit einer Pfote auf Jerrys Schwanz stellt. Dabei übersieht Tom den Löwen, der sich hinter einem Vorhang versteckt hat. Dieser schnappt sich heimlich das Steak aus Toms Hand. Als der Kater merkt, dass das Steak weg ist, hört er nur Knirschen. Tom richtet das Gewehr in die Richtung, aus der das Geräusch kommt. Jerry dreht dieses Gewehr nach oben um. Tom schießt in der Panik nach oben, Jerry macht so, als würde Tom ihn mit den Schuss treffen. Tom holt den Verbandkasten, um Jerry zu helfen. Unversehrter Jerry nutzt den Löwen, um Tom zu schlagen. Tom fliegt in den Kamin, bricht dabei die Mauer durch. In den Kamin ist ein Spielautomat versteckt. Dieser Spielautomat zeigt „Gewonnen“ und setzt den Tom sowie die ausgebrochene Ziegelsteine frei.
Als Tom überlegt, was im Haus passiert, versteckt sich der Löwe in den Regenschirm. Tom öffnet diesen Regenschirm und wird von dem Löwen zerdrückt. Verwirrter Tom sieht eine angelehnte Tür mit Schlüssel auf der äußeren Seite. Er kommt in das Zimmer rein, sperrt die Tür von außen ab und wirft den Schlüssel nach außen weg. In dem Zimmer wird Tom zusammengeschlagen. Er ist von außen eingesperrt, also muss er die Tür ausbrechen, um sich zu befreien. Tom ahnt gar nicht, dass der Löwe hinter dieser Gewalt steckt, er denkt, dass Jerry ihn so brutal schlägt und läuft in Panik vom Haus weg, dabei bricht er die Hauswand durch. Jerry bringt den Löwen zum Schiff, welches nach Südafrika fährt.

## Produktion
Tom und die Löwennummer war der 50. Tom-und-Jerry-Trickfilm von Hanna und Barbera. Er kam am 8. April 1950 in Technicolor als Teil der MGM-Trickfilmserie Tom und Jerry in die Kinos.